# Little Bay (Great Pubnico Lake)
Little Bay – zatoka (ang. bay) jeziora Great Pubnico Lake w kanadyjskiej prowincji Nowa Szkocja, w hrabstwie Yarmouth; nazwa urzędowo zatwierdzona 18 listopada 1974.